# Små människor i en stor värld

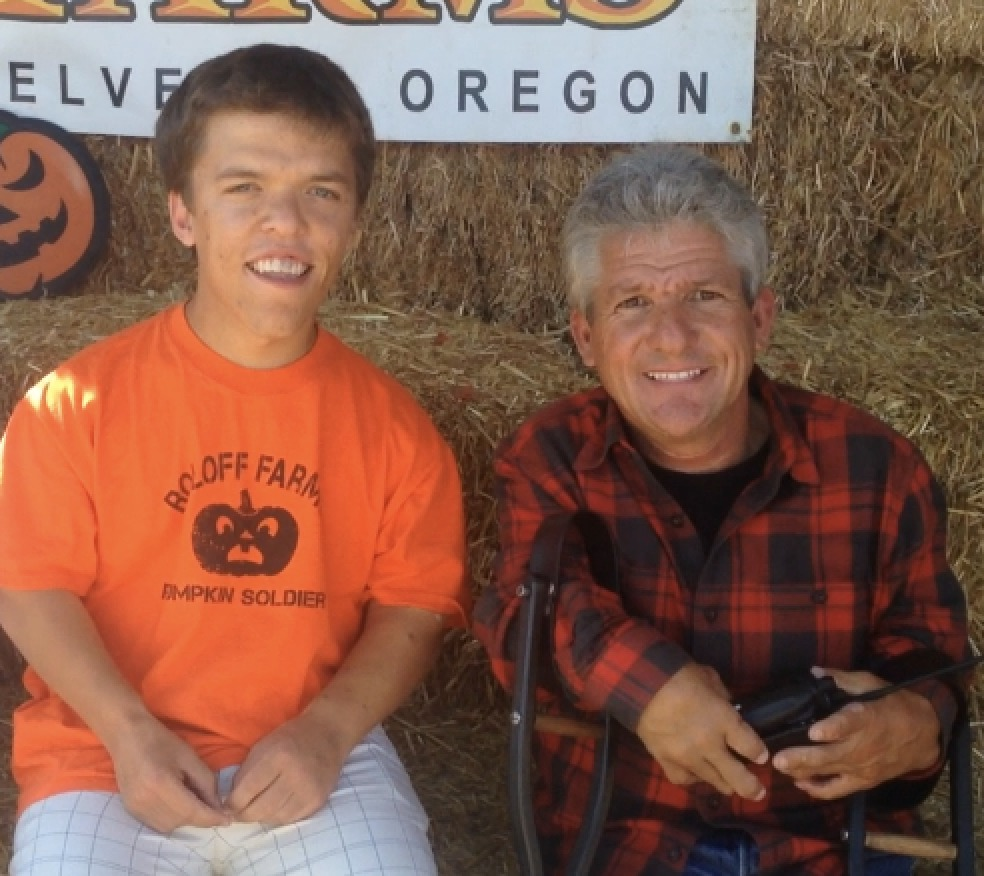

Små människor i en stor värld engelsk titel Little People, Big World är en amerikansk dokumentärserie/realityserie som följer familjen Roloff som består av pappan Matt och mamman Amy som båda är drabbade av dvärgväxt. Serien startade 2006 och är inne på sin trettonde säsong. Paret har fyra barn var av ett också är av dvärgväxt. Familjen har en stor farm i Oregon där de bland annat säljer pumpor. Serien försöker visa hur familjen gör sina dagliga rutiner och tar sig förbi hinder som uppkommer på grund av dvärgväxten.
Serien visas i Sverige på kanalerna TLC och på TV4+.